# Vangjel Tavo
Vangjel Llambi Tavo (gr. Βαγγέλης Τάβος, Vangelis Tavos; ur. 17 grudnia 1969) – albański polityk narodowości greckiej, deputowany do Zgromadzenia Albanii z ramienia początkowo Socjalistycznej Partii Albanii, następnie Socjalistycznego Ruchu Integracji, minister zdrowia w latach 2012-2013.

## Życiorys
W wyborach parlamentarnych z 2009 roku uzyskał mandat deputowanego do Zgromadzenia Albanii, gdzie reprezentował Socjalistyczną Partię Albanii. W październiku następnego roku przeszedł do Socjalistycznego Ruchu Integracji, z którego ramienia skutecznie ubiegał się o reelekcję w wyborach z lat 2013 i 2017.
W 2012 roku zastąpił Petrita Vasiliego na stanowisku ministra zdrowia, pełniąc tę funkcję do 3 kwietnia 2013 roku.
W kwietniu 2021 roku złożył wizytę w Atenach; spotkał się z wiceprzewodniczącym Parlamentu Greckiego Nikitasem Kaklamanisem w celu omówienia kwestii stosunków albańsko-greckich oraz sytuacji mniejszości greckiej w Albanii, odbył również oficjalne spotkanie z burmistrzem Aten Kostasem Bakojanisem. Dnia 19 kwietnia tegoż roku, na krótko przed wyborami parlamentarnymi, do których Tavo kandydował, została nałożona na niego 14-dniowa kwarantanna związana z powrotem do Albanii; skrytykował albańskie władze z powodu stosowania dyskryminacji wobec albańskich obywateli mieszkających za granicą oraz wezwał organizacje międzynarodowe i działające na rzecz praw człowieka do zareagowania. Tavo ostatecznie kandydował w tegorocznych wyborach parlamentarnych, reprezentując w nich okręg Gjirokastra; nie uzyskał jednak reelekcji.